# Занстад
За́нстад (нидерл. Zaanstad) — община в нидерландской провинции Северная Голландия. Главный город общины — Зандам (в прошлом известный в России как Саардам). Население (на 2007 год) — 141,3 тыс. жителей.

## География
Занстад расположен к западу от Амстердама, и соединен с ним регулярным пригородным железнодорожным сообщением; в пределах муниципалитета имеются несколько станций. Порт на реке Зан, соединенный с Северным морем каналами Нордзе и Нордхолландс.

## Состав общины
В общину Занстад входят город Зандам, деревни Ассенделфт, Ког-ан-де-Зан, Кроммени, Вест-Кноллендам, Вестзан, Вормервер, Зандейк, а также два десятка хуторов.

## Экономика
Имеются предприятия электротехнической, судостроительной, деревообрабатывающей, и химической промышленности.
Наиболее заметный представитель пищевой промышленности — кондитерская фабрика, наличие которой можно обнаружить за сотни метров по характерному запаху.

## История, достопримечательности
В 1697 году в Зандаме (Саардаме) жил и изучал корабельное дело русский царь Пётр I, работая плотником на местной судоверфи. Дом, где он прожил неделю в августе 1697 года, сохранился до наших дней; в XIX веке над ним был построен павильон, чтобы защитить историческое здание от атмосферных осадков. Там работает музей «Домик Петра I».
Другая достопримечательность Занстада — музей под открытым небом Зансе-Сханс, одно из лучших мест в Нидерландах, чтобы увидеть ветряные мельницы в рабочем состоянии.
В 2014 году в городке открылась первая в мире велодорожка из солнечных батарей.

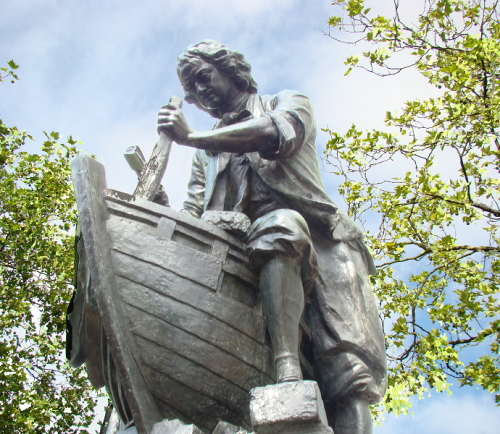
В музее Зансе-Сханс
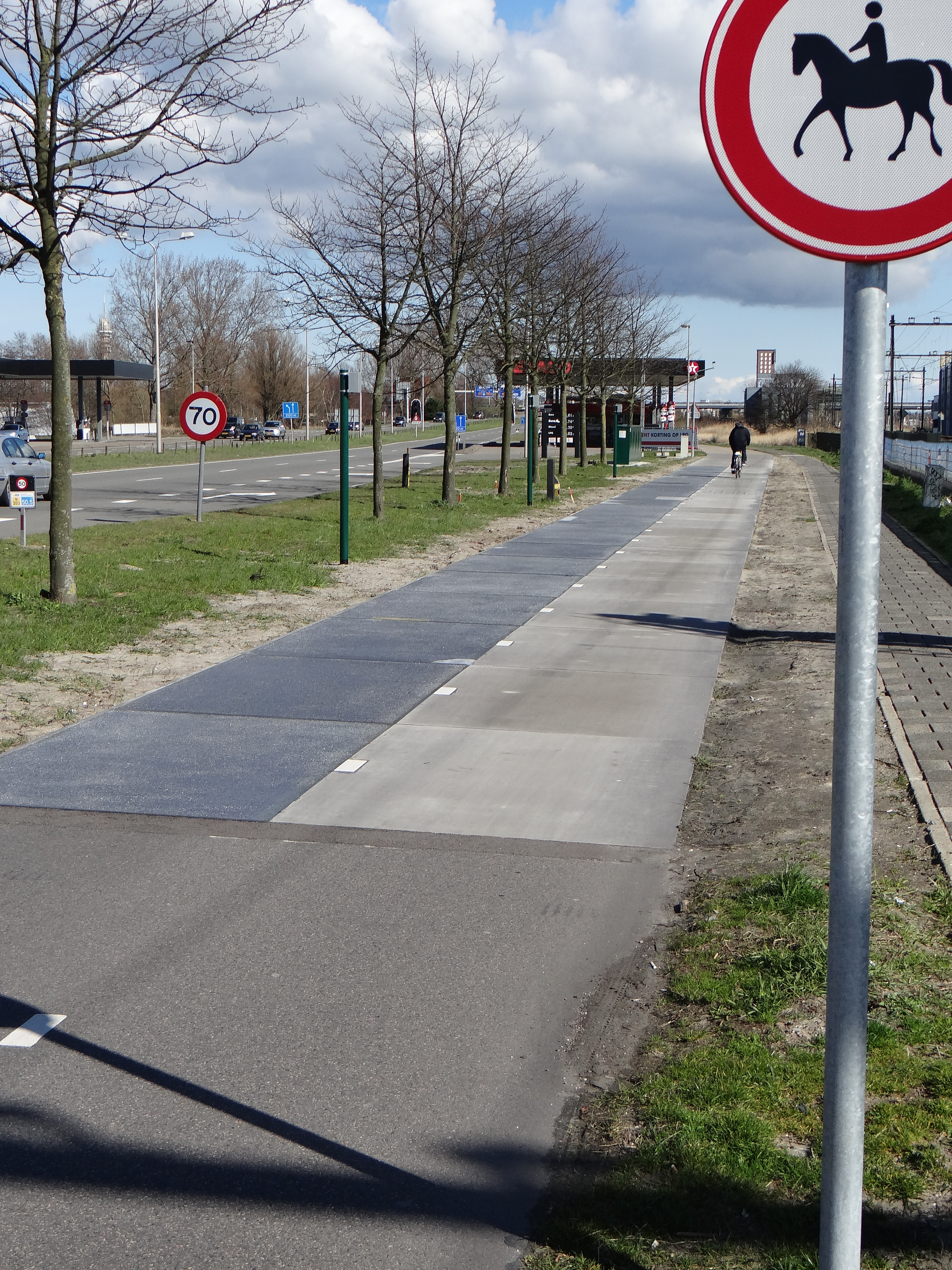
Solaroad
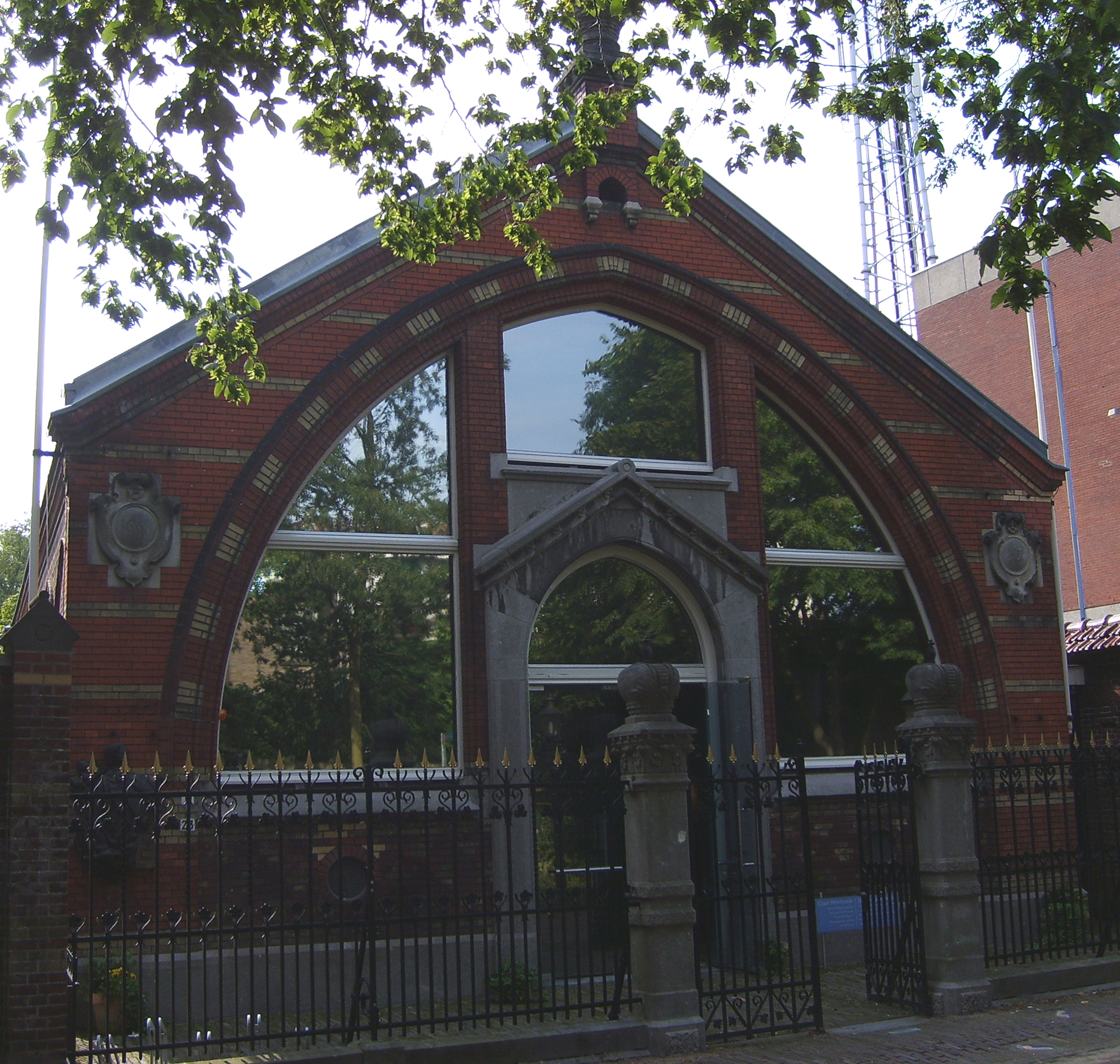
Здание музея в котором находится Домик Петра I